# Kozațke, Bârzula
Kozațke (în ucraineană Козацьке) este un sat în comuna Balta din raionul Bârzula, regiunea Odesa, Ucraina.

## Demografie
Componența lingvistică a comunei Kazațke
     Ucraineană (96,38%)
     Română (1,89%)
     Rusă (1,73%)
Conform recensământului din 2001, majoritatea populației comunei Kazațke era vorbitoare de ucraineană (96,38%), existând în minoritate și vorbitori de română (1,89%) și rusă (1,73%).